# Бусси, Джованни Баттиста
Джованни Баттиста Бусси (итал. Giovanni Battista Bussi; 29 января 1755, Витербо, Папская область — 31 января 1844, Беневенто, Папская область) — итальянский куриальный кардинал. Секретарь Священной Конгрегации индульгенций и священных реликвий с 1 июня 1795 по 29 июня 1809. Регент Апостольской пенитенциарии с 29 июня 1809 по 10 марта 1823. Генеральный аудитор Апостольской Палаты с 10 марта 1823 по 3 мая 1824. Архиепископ Беневенто с 3 мая 1824 по 31 января 1844. Кардинал-священник с 3 мая 1824, с титулом церкви Сан-Панкрацио-фуори-ле-Мура с 24 мая 1824 по 31 января 1844.